# Paroeme flava
Paroeme flava là một loài bọ cánh cứng trong họ Cerambycidae.